# Východomoravská nářeční skupina

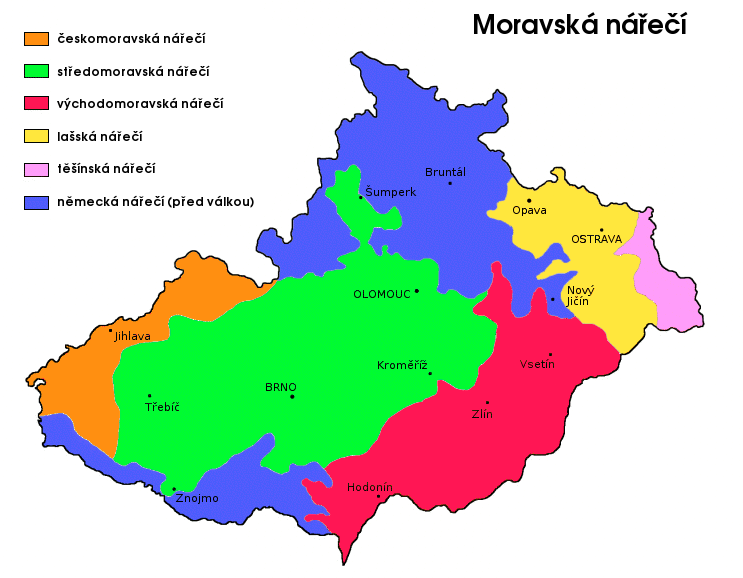
Východomoravská nářeční skupina

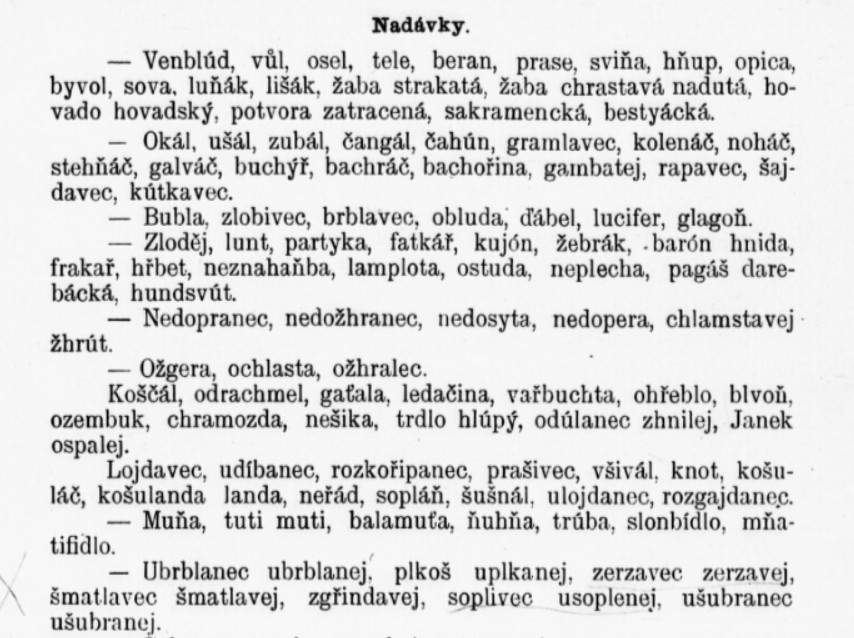
Nářeční nadávky z Moravského Slovácka (vydáno roku 1900). Autorka uvádí, že materiál „jest sebrán z osad jihomoravských (z Kobylího, Vrbice, Pavlovic, Bořetic, Némčiček, Rakvic, Bílovic, Žížkova, Čejkovic a ze Štarviček)“. Mnohé jsou dnes zapomenuté (např. luňák, fatkař, nedopranec), některé se používají i mimo moravskoslovenskou nářeční oblast (vůl, osel, baron hnida, příp. v hláskově upravené podobě (košulanda banda na Hané)). -ej jako zakončení adjektiv (ubrblanej atd.) bude vnos autorky, morslov. zakončení je -ý ([i:]).

Východomoravská nářeční skupina (také se užívá označení moravskoslovenská nářeční skupina) je skupina nářečí českého jazyka nebo podle některých nářečím slovenštiny, užívaná na východě a jihovýchodě Moravy, především na Moravském Slovácku a Moravském Valašsku. Oproti českým i středomoravským (hanáckým) nářečím jsou východomoravská nářečí archaičtější a v některých ohledech jsou bližší spisovné češtině a slovenštině.

## Lokalizace
Hranice této nářeční skupiny tvoří na severu hranice Zlínského kraje, tedy vrcholy Moravskoslezských Beskyd Vysoká, Radhošť a Kněhyně. Dále hranice vede přes Veřovice, Mořkov, Starý Jičín, Bernartice nad Odrou až po Hranice, dále sem patří bývalý český jazykový výběžek na sever od Hranic, který zahrnuje obce Střítež nad Ludinou, Jindřichov, Spálov, Luboměř, Partutovice a Olšovec. Dále severní hranice pokračuje na Hranicku přes Hrabůvku, Jezernici, Lipník nad Bečvou, Sušice. Tady se hranice prudce stáčí na východ kolem Hostýnského Záhoří a vede přes Hlinsko, Rakov až po Horní Těšice u městečka Kelč. Potom se hranice vrací směrem na jihozápad a odděluje obce se středomoravským (hanáckým) nářečím. Mezi hraniční obce s východomoravským nářečím na západě patří: Všechovice, Komárno, Rusava, Horní Lapač, Zlín, Sazovice, Otrokovice, Kvasice. Na Kroměřížsku sem patří i obce Trávník a Střížovice. Dále hranice vede přes obce Karolín, Sulimov, Lubná, Kostelany, Roštín, Cetechovice, Střílky, Koryčany, Ostrovánky, Želetice u Kyjova, Násedlovice, Klobouky u Brna – Bohumilice, Krumvíř, Boleradice, Starovičky, Velké Pavlovice, Rakvice, Podivín a Břeclav. Řadí se sem i oblast Hustopečska a Mikulovska, osídlená dříve německým obyvatelstvem, po r. 1945 osídlena převážně obyvateli z jihovýchodní Moravy. Jižní a východní hranici oblasti tvoří v podstatě státní hranice se Slovenskem. Jen dříve se malé hraniční oblasti Horňácka a Moravských Kopanic na východě Moravy u hranic se Slovenskem řadily mezi ryze slovenská, a nikoli mezi moravskoslovenská nářečí, protože se tam neužívalo souhlásky "ř".  

## Hlavní znaky
- splynutí i a y[zdroj?]
- obecně zavřenější samohlásky
- zachování ú (nezměněno v ou; například nesú místo nesou)
- zachování tvrdého ł
- zachování é (nezměněno v í; někdy ve shodě se spisovnou češtinou: mléko, létat, někdy nikoliv: lét, řéct, chtět, mět, jest místo lít, říct, chtít, mít, jíst)
- zachování koncovek -ý a -é v přídavných jménech (mladý muž, velké město)
- koncovka -é v přídavných jménech 1. pádu množného čísla středního rodu (malé kuřata)
- koncové -é v ženském rodě se někdy mění na -ej (o tej ženě)
- asimilace znělosti sh na zh
- znělé hlásky před jedinečnými samohláskami (například g nám místo k nám)
- ve skloňování je zachováno koncové -a po měkké hlásce (moja duša, na koňa)
- také zachováno -a- v příklonce sa a ve slabice před j (vajco)
- stejně tak je po měkké hlásce zachováno u, ú (nezměněno v i, í; kupujú, chcu vašu ženu, s dušú, vidím ulicu)
- u sloves 4. třídy je často ve třetí osobě množného čísla přítomného času koncovka -á (stojá, bojá sa)
- zkracování dlouhé samohlásky v krátkých slovech jako prah, mak, blato, rana, nama, vama, hnit, spat, psat, znat, pit, bit, dat, zitra
- 7. pád množného čísla má většinou koncovku -(a)ma (ve shodě s obecnou češtinou, ale na rozdíl od lašských nářečí)
- sloveso "být" má v 1. osobě jednotného čísla tvar (j)sem jako pomocné sloveso a tvar (j)su jako sponové sloveso a ve významu existovat
- v první osobě minulého času je pomocné sloveso vždy zachováváno
- ve třetí osobě minulého času mužského rodu nikdy neodpadá koncové -l (ale může být modifikováno tvrdou výslovností na -u)
- ve třetí osobě množného čísla přítomného času vzoru dělat neodpadá koncové -í (dělají)
- sloveso "být" má v druhé osobě singuláru tvar (j)si jako plnovýznamové / sponové sloveso, ale jako pomocné sloveso minulého času je stahováno na -s
- dlouhé ó před j a zčásti před ň (dójí, hnójí, hóňí)
- ve 3. pádě množného čísla podstatných jmen mužského a středního rodu je koncovka -om nebo -ám (místo -ím, -ům)
- ve 2. pádě jednotného čísla neživotných podstatných jmen mužského rodu tvrdého skloňování je zpravidla koncovka -u
- v 6. pádě množného čísla podstatných jmen mužského nebo středního rodu je koncovka -och nebo -ách
- některá slovesa 5. třídy přechází do 1. třídy (podívu sa, zpívu); pokud se nějaké sloveso ve spisovné češtině může časovat podle obou tříd, upřednostňuje se první třída (hážu)
- ve 2., 3. a 6. pádu jednotného čísla tvrdých přídavných jmen ženského rodu a rodových zájmen se užívá jen 3. a 6. pádu
- rodová zájmena se často skloňují podle skloňování tvrdých přídavných jmen (vidím ju, s ňou > případně s ňú)
- ve tvaru 7. pádu jednotného čísla skloňování zájmen mužského a středního rodu nedochází ke změně souhlásky před koncovkou
- nestažené podoby při skloňování slov můj, tvůj, svůj (mojeho, tvojeho, svojeho)
- spojka i je nahrazena slovem aj
- typické slovo: "zebrat" (synonymum např. "vzít")

## Podskupiny
Nářečí východomoravské nářeční skupiny se dělí do následujících podskupin:
- Slovácká podskupina se vyskytuje na Moravském Slovácku. Typickým rysem je absence tvrdého y (je vždy nahrazováno za měkké), zakončování tvarů všech sloves v 1. osobě množného čísla na -me a ve 2. osobě singuláru minulého času slovesa je pomocné sloveso být zásadně ve staženém tvaru -s.
- Valašská podskupina se vyskytuje na Valašsku, v severní části území východomoravské nářeční podskupiny. Typickými rysy jsou: infinitivy končící na -ť, zachování měkkých retnic. Pod vlivem lašských nářečí se může objevovat přízvuk na předposlední slabice.
- Kopaničářská nářečí, tvořící de facto přechod mezi českými a slovenskými dialekty. Hlavními znaky je absence ř (je nahrazováno hláskou r), zakončování 1. osoby plurálu sloves na -m, infinitivy, končící na -ť nebo -č a 1. osoba jednotného čísla slovesa být ve tvaru sem/som. Vyskytuje se v tzv. kopaničářských vesnicích v oblasti Moravské Kopanice.
- Kelecké nářečí v okolí města Kelč, přechodné nářečí s nářečím hanáckým.
- Hranické nářečí v okolí měst Hranice a Lipník nad Bečvou, rovněž přechod k hanáckému nářečí.
- Starojické nářečí na jih od města Nový Jičín jako přechodné nářečí s nářečími lašskými.